# Parroquia de Ripoll
Parroquia de Ripoll es una entidad de población española del municipio de Ripoll, perteneciente a la provincia de Gerona, en la comunidad autónoma de Cataluña.

## Historia
Hacia mediados del siglo XIX, el lugar, por entonces con ayuntamiento propio, tenía contabilizada una población de 1014 habitantes. Aparece descrito en el séptimo volumen del Diccionario geográfico, estadístico, histórico, biográfico, postal, municipal, marítimo y eclesiástico de España y sus posesiones de ultramar de Pablo Riera y Sans con las siguientes palabras:

PARROQUIA DE RIPOLL.—L. con ayunt., al que se hallan agreg. el l. de Llayés y la ald. de San Vicente de Puigmal. Cuenta con 1,014 hab. y 250 edif., de los que 1 está habitado temporalmente y 88 inhabitados; pero por los datos facilitados por el señor Secretario de este ayunt., refiriéndose al padron de 1884, tiene 1,030 hab. -Org. civ. Corresponde á la prov. de Gerona, al dist. de Olot para las elecciones de diputados provinciales y al de Puigcerdá para las de Córtes. -Org. mil. C. G. de Cataluña y G. M. de Gerona. - Org. ecle. Pertenece á la dióc. de Vich, al arciprestazgo de Ripoll y el vecindario para sus atenciones religiosas se sirve de la iglesia parroquial de Ripoll. -Org. jud. Hállase adscrito al part. jud. de Puigcerdá, á la aud. de lo criminal de Gerona y á la territ. de Barcelona, de donde dista 66 k. -Org. econ. Para el pago de sus impuestos depende de la Admon. de Hacienda de su prov. y su presupuesto municipal en el ejercicio económico de 1884-85 ascendió, nivelados gastos 6 ingresos, á 5,618 pts. -S. púb. Recibe y expide la corr. por cn. de Gerona á Ripoll. —Ob. púb. y med. de com. Cuenta con tres caminos vecinales que conducen á Ripoll, Olot y á San Juan de las Abadesas, regularmente conservados, por medio de los que verifica sus transportes y sostiene sus relaciones. - Ins. púb. Este pueblo forma distrito junto con Ripoll para la ins. púb. á cuyo punto concurren los alumnos de ambos sexos. -Art., of., ind. La ind. que más domina en esta localidad es la agrícola, si bien por algunos de sus moradores se ejercen todas aquellas profesiones y of. mecánicos de mayor necesidad. -Pob. Ninguna importancia ofrecen los edif. que la forman, así los públicos como los particulares, puesto que tanto unos como otros no hacen más que responder á las necesidades de sus destinos respectivos. El vecindario está perfectamente abastecido de aguas para el consumo doméstico y celebra la fiesta principal el día de su santo Patrono. -Sit. geog. y top. En terreno desigual, disfrutando de buena ventilacion y clima sano, encuéntrase situado este l., cuyo tér. municipal confina por N. con el de Ogassa; por S. con el de San Quírico de Besora; por E. con el de Vallfogona y con el de Viladonja por el O. El terreno, fertilizado algun tanto por las aguas de los r. Fraser y Ter, es de mediana calidad y las prod. consisten en cereales, legumbres, hortalizas, frutas y pastos; se mantiene ganado de varias clases y hay caza de pelo y pluma.
(Riera y Sans, 1885, p. 1159)

El municipio de Parroquia de Ripoll desapareció de cara al censo de España de 1981, al incorporarse al de Ripoll el 5 de mayo de 1970.

## Demografía
| Gráfica de evolución demográfica de Parroquia de Ripoll entre 1842 y 1970 |
| |
| Población de derecho según los censos de población del INE Población de hecho según los censos de población del INEEn este censo se denominaba Parroquia de San Pedro de Ripoll: 1842 Entre el censo de 1857 y el anterior, crece el término del municipio porque incorpora a Llaers Entre el censo de 1981 y el anterior, este municipio desaparece porque se integra en el municipio Ripoll |